# Rickenbach (Luzern)
Rickenbach is een gemeente en plaats in het Zwitserse kanton Luzern en maakte deel uit van het district Sursee tot op 1 januari 2008 de districten van Luzern werden afgeschaft.
Rickenbach telt 2066 inwoners.

## Geboren
- Daniel Steiger (1966), wielrenner